# Francisco Apóstol
Francisco Apóstol – wenezuelski judoka. 
Brązowy medalista igrzysk Ameryki Środkowej i Karaibów w 1982 roku.